# Porte Dauphine
De Porte Dauphine is een toegangspunt (porte) tot de stad Parijs, en is gelegen in het westelijke 16e arrondissement aan de Boulevard Périphérique. De Porte Dauphine ligt aan het westelijke uiteinde van de Avenue Foch nabij het Bois de Boulogne.
Bij de Porte Dauphine is het gelijknamige metrostation Porte Dauphine aanwezig, dat aan metrolijn 2 ligt. Ook is het sinds 2024 het westelijke eindpunt van tramlijn 3b.